# Ryan Held
Ryan Held (n. 27 iunie 1995, Springfield, Illinois, SUA) este un înotător american, medaliat olimpic. A participat la o ediție a Jocurilor Olimpice (2016) în care a câștigat o medalie de aur.

## Participări
Lista de mai jos prezintă principalele competiții la care a participat Ryan Held de-a lungul carierei.
- Natação nos Jogos Olímpicos de Verão de 2016 - Revezamento 4x100 m livre masculino[*]